# Statenverkiezingen Curaçao 2025
Op 21 maart 2025 zijn in Curaçao verkiezingen gehouden voor de Staten van Curaçao. De Movementu Futuro Kòrsou (MFK) behaalde een absolute meerderheid van de zetels. 

## Achtergrond
De verkiezingen werden gehouden als gevolg van de afloop van de zittingstermijn van de Staten van Curaçao die gekozen was bij de Statenverkiezingen van 2021. Op 24 december 2024 vond sluiting van het kiezersregister plaats. Het aantal kiesgerechtigden bedroeg 111.932 (2021: 116.146).

## Systematiek
De electorale procedure is in handen van de Electorale Raad (Konseho Supremo Elektoral), een zelfstandig en onpartijdig orgaan sedert de bekrachtiging van de Landsverordening Electorale Raad in 2020. Voorzitter van de Electorale Raad is Richeline Joe.
Op 23 januari 2025 vond inlevering van de kiezerslijsten plaats.

## Deelnemende partijen
Het aantal partijen dat zich aanmeldde voor deelname bedroeg veertien (14). De partijen MAN en PIN dienden een combinatielijst in. Na een naamswijziging neemt "Awor ta Basta" deel als "Movementu pa Desaroyo Duradero Kòrsou". Zes partijen werden automatisch toegelaten tot deelname aan de verkiezingen, aangezien zij een zetel hebben in de volksvertegenwoordiging. Acht partijen nemen deel aan de voorverkiezingen, die op 1 en 2 februari werden gehouden. Voor deelname aan de verkiezingen op 21 maart 2025 moeten zij ondersteund worden door minimaal 848 kiezers, wat gelijk is aan 1% van het aantal geldig uitgebrachte stemmen (84.846) in de statenverkiezingen van 19 maart 2021. Twee van de acht partijen haalden deze drempel, waarvan een voor het eerst zal deelnemen aan verkiezingen.
De acht deelnemende partijen hebben in totaal 203 kandidaten op de lijst gezet, waarvan er slechts 57 vrouwen zijn; gelijk aan 28,1%. Dit is een ondervertegenwoordiging, terwijl 53% van de Curaçaose bevolking vrouw is.
|           | Partij                                | Lijsttrekker               | Voorverkiezing 1 en 2 februari | Verkiezingen 21 maart |
| --------- | ------------------------------------- | -------------------------- | ------------------------------ | --------------------- |
| MKP       | Movementu Kousa Promé                 | Giselle Rosalia            | Vinkje                         | Vinkje                |
| MK        | Mihó Kòrsou                           | Gilbert Ricardo            | Vinkje                         | Vinkje                |
| PAR       | Partido Alternativa Real              | Quincy Girigorie           |                                | Vinkje                |
| MAN / PIN | Partido MAN / PIN                     | Giselle Mc William         |                                | Vinkje                |
| TPK       | Trabou pa Kòrsou                      | Rennox Calmes              |                                | Vinkje                |
| UP        | Union i Progreso                      | Elvis de Andrade           | Vinkje                         |                       |
| CRMC      | Civil Rights Movement Curaçao         | Ringo Harrigan             | Vinkje                         |                       |
| KEM       | Kòrsou Esun Miho                      | Jason Fullinck             |                                | Vinkje                |
| MDDK      | Movementu pa Desaroyo Duradero Kòrsou | Marulla Chirino            | Vinkje                         |                       |
| UENPK     | Un Era Nobo pa Kòrsou                 | Hugh Lopes                 | Vinkje                         |                       |
| MFK       | Movementu Futuro Kòrsou               | Gilmar Pisas               |                                | Vinkje                |
| PPP       | Partido pa Pensionado                 | Moses Curiel               | Vinkje                         |                       |
| PS        | Pueblo Soberano                       | Ben Whiteman               | Vinkje                         |                       |
| PNP       | Partido Nashonal di Pueblo            | Ruthmilda Larmonie-Cecilia |                                | Vinkje                |

## Verkiezingsuitslag

### Opkomst
|                   | 2021    | 2021      | 2025    | 2025  |
| # stemmen         | %       | # stemmen | %       |       |
| ----------------- | ------- | --------- | ------- | ----- |
| Kiesgerechtigden  | 116.164 |           | 111.781 |       |
| Niet opgekomen    | 30.168  | 25,97     | 34.844  | 31,18 |
| Opkomst           | 85.978  | 74,03     | 76.937  | 68,82 |
| Blanco stemmen    | 1.132   | 1,32      | 234     |       |
| Ongeldige stemmen |         |           | 1.301   |       |
| Geldige stemmen   | 84.846  | 98,68     | 75.402  | 98,00 |

### Stemmen en zetelverdeling
| Partij | Partij                   | 2021      | 2021  | 2021   | 2025      | 2025 | 2025   | verschil | verschil |
| Partij | Partij                   | # stemmen | %     | zetels | # stemmen | %    | zetels | %        | zetels   |
| ------ | ------------------------ | --------- | ----- | ------ | --------- | ---- | ------ | -------- | -------- |
|        | MFK                      | 23.554    | 27,76 | 9      | 41.638    | 55,2 | 13     |          | +4       |
|        | PNP                      | 10.573    | 12,46 | 4      | 12.297    | 16,3 | 4      |          | 0        |
|        | PAR                      | 11.781    | 13,89 | 4      | 7.561     | 10,0 | 2      |          | -2       |
|        | Partido MAN              | 5.463     | 6,44  | 2      | 6.378     | 8,5  | 2      |          | 0        |
|        | PIN                      | 3.733     | 4,40  | -      | 6.378     | 8,5  | 2      |          | 0        |
|        | KEM                      | 4.542     | 5,35  | 1      | 2.526     | 3,4  | 0      |          | -1       |
|        | Kousa Promé              | 2.454     | 2,89  | -      | 1.846     | 2,4  | 0      |          |          |
|        | TPK                      | 4.413     | 5,20  | 1      | 1.616     | 2,1  | 0      |          | -1       |
|        | Mihó Kòrsou              | -         | -     | -      | 1.540     | 2,0  | 0      | +2,0     | 0        |
|        | overige partijen in 2021 | 18.333    | 21,60 | 0      | -         | -    | -      | -        | -        |
| Total  | Total                    | 84.846    | 100   | 21     | 75.402    | 100  | 21     |          | 0        |